# Wilfried Bingangoye
Wilfried Bingangoye (ur. 25 marca 1985) - gaboński lekkoatleta specjalizujący się w biegu na 100 metrów. Czterokrotny uczestnik igrzysk olimpijskich (2004, 2008, 2012, 2016).

## Rekordy życiowe
| Dystans            | Wynik | Miejsce | Data            |
| ------------------ | ----- | ------- | --------------- |
| Bieg na 100 metrów | 10.34 | Castres | 5 sierpnia 2009 |
| Bieg na 200 metrów | 21.20 | Algier  | 21 lipca 2007   |

## Najlepsze wyniki w sezonie
Bieg na 100 metrów
| Rok  | Wynik | Miejsce         | Data             |
| ---- | ----- | --------------- | ---------------- |
| 2002 | 10.98 | Radis           | 6 sierpnia 2002  |
| 2004 | 10.76 | Ateny           | 21 sierpnia 2004 |
| 2005 | 10.86 | Helsinki        | 6 sierpnia 2005  |
| 2006 | 11.27 | Bambous         | 9 sierpnia 2006  |
| 2007 | 10.48 | Brazzaville     | 27 maja 2007     |
| 2008 | 10.36 | Dakar           | 18 lutego 2008   |
| 2009 | 10.34 | Francja Castres | 5 sierpnia 2009  |
| 2012 | 10.89 | Wielka Brytania | 4 sierpnia 2012  |